# Mossaad Mohamed Ali
Mossaad Mohamed Ali är en sudanesisk advokat som arbetar för "The Amel Centre for the Treatment and Rehabilitation of Victims of Torture in South Darfur", en organisation som förmedlar rättshjälp och medicinsk samt psykosocial assistans till offer för tortyr och sexuellt våld.
Mellan 16 och 20 maj 2006 satt Mossaad Mohamed Ali tillsammans med Adam Mohammed Sharief, medlem av Amel Network of Lawyers in Nyala, häktade utan att ges någon anledning. Dock förhördes de om Amel Centers aktiviteter.
2006 tilldelades han Olof Palmepriset för sina insatser som en "frispråkig och modig kritiker av brott mot de mänskliga rättigheterna för de mest utsatta i Darfur, både i Sudan och internationellt".